# Rüdiger Proske
Rüdiger Proske (* 26. Dezember 1916 in Berlin; † 10. Dezember 2010 in Hamburg) war ein deutscher Fernsehjournalist, Autor und sozialdemokratischer Gewerkschafter. Er war Mitbegründer des TV-Magazins Panorama.

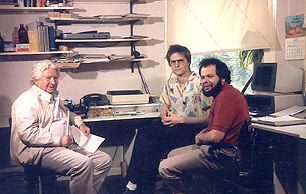
Rüdiger Proske (li.) interviewt Steffen Wernéry (m.) und Wau Holland (re.) vom Chaos Computer Club für die ARD, kurz nach dessen legendärem Haspa-Hack Ende 1984

## Leben
Rüdiger Proske wurde als Sohn eines hohen Beamten der Reichsbahn geboren. Er besuchte die Schule in Königsberg/Pr. und machte sein Abitur in Breslau. Im Zweiten Weltkrieg wurde Proske als Jagdflieger 1940 über London abgeschossen.
Während der Gefangenschaft in Kanada studierte er an der Universität Toronto und an der University of Saskatchewan in Saskatoon die Fächer Politikwissenschaft und Volkswirtschaftslehre.
Nach seiner Rückkehr nach Deutschland wurde er 1947 Redaktionsmitglied bei den von Eugen Kogon und Walter Dirks gegründeten Frankfurter Heften und blieb dies bis 1950. Von 1949 bis 1951 war er stellvertretender, von 1951 bis 1952 Bundesvorsitzender der Jungen Europäischen Föderalisten Deutschland (JEF, damals: Bund Europäischer Jugend). Von 1950 bis 1952 war er gemeinsam mit Charles Maignal als Herausgeber der Monatszeitschrift Aussprache tätig.
Im Jahr 1952 begann er als stellvertretender Leiter der Abteilung Politik im Hause Hamburg des NWDR. 1957 beauftragte der Sender ihn mit dem Aufbau des Regionalfernsehens des NDR („Nordschau“): 1958 stieg er zum Hauptabteilungsleiter des Zeitgeschehens auf, 1960 zum Chefredakteur, nachdem er vorher schon stellvertretender Chefredakteur war. Seit 1961 baute er das politische Magazin Panorama auf. Proske gilt als der Erfinder des politischen Journalismus in Magazinform des Deutschen Fernsehens.
Seit 1963 arbeitete Proske als freier Filmproduzent, Schriftsteller und Dokumentarist im Fernsehen und in der Wirtschaft zu Wissenschafts- und Zukunftsfragen.
Nach 1995 protestierte er gegen die erste Wehrmachtsausstellung 1995–1999, die er als unwissenschaftlich bezeichnete. 1999 verfasste er gegen die Ausstellung die Streitschrift Wider den liederlichen Umgang mit der Wahrheit. Weitere Streitschriften Proskes, die ab 1995 im Zuge der Debatte um die Verbrechen der Wehrmacht entstanden, richteten sich gegen das Militärgeschichtliche Forschungsamt.
Rüdiger Proske war Mitglied der Gruppe 47 und Freund von Hans Werner Richter.

## Veröffentlichungen

### Fernsehsendungen und Reportagen
- 1954: Derweil sich die Erde dreht
- 1957: Auf der Suche nach Frieden und Sicherheit (zusammen mit Max H. Rehbein und Carsten Diercks, 7 Folgen)
- 1957: Pazifisches Tagebuch (zusammen mit Max H. Rehbein und Carsten Diercks, 5 Folgen)
- 1961–1986: Auf der Suche nach der Welt von morgen (82 Folgen)
- 1974: AOK – Um der Gesundheit Willen
- 1989: Mitten in Europa – Deutsche Geschichte (19 Folgen)

Dazu drehte er eine große Anzahl von Filmdokumentationen für Behörden (z. B. Europäische Union, Forschungsministerium, Innenministerium, Wirtschaftsministerium) und Industrieunternehmen (z. B. für ESSO, Siemens, Volkswagen, Mercedes).

### Bücher (als Autor)
- 1949: Probleme industrieller Arbeitsbedingungen, Verl. d. Frankfurter Hefte
- 1966: Zum Mond und weiter Bastei Verlag
- 1968: Unsere Welt – gestern, heute, morgen, 1800–2000 (Herbert Butze, Anton Zischka, Gerhard Linne, Axel Eggebrecht, Dr. Helga Tettenborn, Rüdiger Proske), Bertelsmann Lexikon Verlag
- 1968: Auf der Suche nach der Welt von morgen, Zwei Auflagen, Olde Hansen Verlag
- 1969: Der Mond. Das größte Abenteuer unserer Zeit, Zwei Auflagen, Olde Hansen Verlag
- 1969: Station Mond, Olde Hansen Verlag
- 1969: Der Mond, Buch und Zeit Verlagsgesellschaft Köln
- 1971: Modelle und Elemente künftiger Gesellschaften - Auf der Suche nach der Welt von Morgen, (Rüdiger Proske, Jörg Klamroth, Heiner Thömen), Rowohlt Taschenbuch Verlag, Reinbek, rororo Tele Band 44
- 1972: Am Ende unserer Zukunft, Olde Hansen Verlag
- 1973: Reisen rund um diese Welt, (Rüdiger Proske, Max H. Rehbein) Olde Hansen Verlag
- 1976: Die Grundlagen des Spätmarxismus (Hans Jürgen Eysenck, Horst Nachtigall, Ernst Topitsch, Rüdiger Proske), Verlag A.G.Bonn aktuell
- 1985 Zukunftsbewältigung., Rowohlt TB-V., Rnb.
- 1989: Völkerkunde, die uns angeht., Bertelsmann Vlg., M.
- 1989: Mitten in Europa – Deutsche Geschichte, Buchfassung der Fernsehreihe
- 1992: Das Ende der Politik Ullstein Verlag
- 1996: Wider den Missbrauch der Geschichte deutscher Soldaten zu politischen Zwecken, v.Hase & Koehler Verlag
- 1999: Wider den liederlichen Umgang mit der Wahrheit, v.Hase & Koehler Verlag
- 2002: Vom Marsch durch die Institutionen zum Krieg gegen die Wehrmacht, v.Hase & Koehler Verlag
- 2009: Über den Frieden zwischen den Juden und den Deutschen, Books on Demand

### Bücher (als Herausgeber)
Reihe Aktuelles Wissen (..., die uns angeht), Bertelsmann Lexikon-Vlg., Gütersloh
- 1971: Biologie, die uns angeht von Till Brahe
- 1971: Kybernetik, die uns angeht von Oskar Jursa
- 1971–1974: Wissenschaft, die uns angeht, 16 Bände
- 1972: Verhaltensforschung, die uns angeht von Klaus H. Thews
- 1972: Physik, die uns angeht von Walter Mächtle
- 1973: Psychologie, die uns angeht von Ueckert/Kakuska/ Lometsch/Nagorny
- 1973: Chemie, die uns angeht von Willibald Rixner und Gerhard Wegner
- 1974: Medizin, die uns angeht von Wolfgang Baranowsky
- 1974: Astronomie, die uns angeht von Joachim Herrmann
- 1975: Philosophie, die uns angeht von Bernard Willms
- 1978: Geologie, die uns angeht von Jörg Negendank

## Auszeichnungen
- 1957: Erster Fernsehpreis der Gesellschaft der Freunde des Fernsehens
- 1957: Prix Futura
- 1965: Goldmedaille Filmfestival der 1. Weltausstellung des Verkehrs
- 1965: Zweiter Preis VI Festival International des Films, Rouan
- 1966: Zwei ehrende Anerkennungen des Adolf-Grimme-Preises
- 1966: Zwei Kulturfilmprämien des Bundesministers des Inneren
- 1967: Adolf-Grimme-Preis mit Silber
- 1970: Bronze Award Film & TV-Festival of New York
- 1972: Sonderpreis des Stifterverbands für die Deutsche Wissenschaft beim Adolf-Grimme-Preis
- 1980–1987: Sechs Preise des Bundesministers für Wirtschaft
- 1989: Bayerischer Fernsehpreis